# Liparis walakkadensis
Liparis walakkadensis là một loài thực vật có hoa trong họ Lan. Loài này được M.Kumar & Sequiera mô tả khoa học đầu tiên năm 1999.